# Gniew
Pour la gmina, voir Gniew (gmina).
Gniew (en allemand : Mewe, en cachoube : Gniéw) est une ville polonaise de la voïvodie de Poméranie et du powiat de Tczew. Elle est le siège de la gmina de Gniew. Elle s'étend sur 6,04 km2 et comptait 6 759 habitants en 2009. 

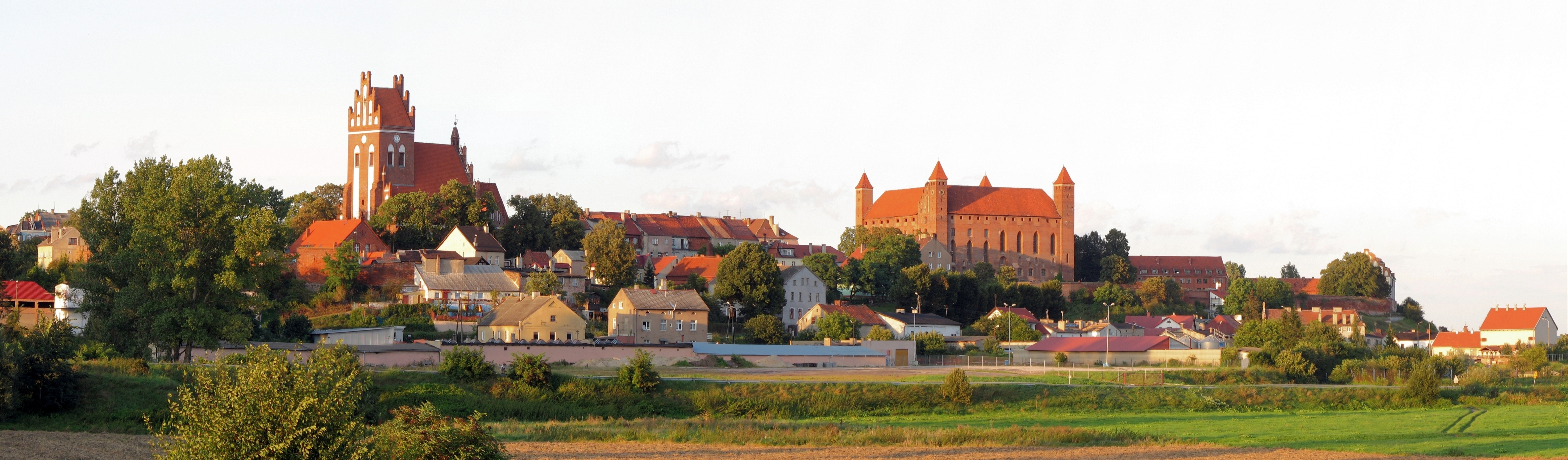
Vue de Gniew.

## Histoire
Sur une élévation (gniew) en bordure de la Vistule, existe sans doute dès le 7e siècle une petite colonie fortifiée.		
L'Abbaye d'Oliwa (Gdansk/Dantzig) reçoit en 1229 le Mewer Land en cadeau du duc Sambor II.
En 1276, malgré cela, l'Ordre Teutonique en est gratifié, et y établit dès 1283 un important château.
Autour du Château de Gniew se développe une ville, dont l'Ordre hérite en 1297, en vertu du Droit de Culm.
Et des colons allemands s'installent.